# Chris Hipkins
Christopher John "Chris" Hipkins, född 5 september 1978 i Hutt Valley i regionen Wellington, är en nyzeeländsk politiker. Han var Nya Zeelands premiärminister från januari till november 2023, och är sedan dess oppositionsledare i Nya Zeelands parlament.

## Politisk karriär

### Parlamentsledamot
Chris Hipkins är aktiv i New Zealand Labour Party, ett socialdemokratiskt parti. Han har varit politisk tjänsteman för två utbildningsministrar, och för premiärminister Helen Clark.
Sedan 2008 är han parlamentsledamot för valkretsen Remutaka strax norr om huvudstaden Wellington. Både medier och partiföreträdare ansåg att nomineringen av den då 29-åriga Hipkins som parlamentskandidat var en del av Clarks medvetna arbete med att föryngra partiet.
Trots att Remutaka är ett starkt labourfäste valdes Hipkins med en majoritet om bara drygt 700 röster i valet 2008. Sedan dess har han återvalts i varje val, nämligen 2011, 2014, 2017, 2020 och 2023.

### Minister
När New Zealand Labour Party vann parlamentsvalet 2017 fick Hipkins frågan av tillträdande premiärminister Jacinda Ardern om att ingå i regeringen som utbildningsminister, en post han behållit sedan dess tillsammans med uppdraget som minister för statsförvaltningen (engelska: Minister for Public Service) och minister med ansvar för att planera regeringens arbete i parlamentet (engelska: Leader of the House).
Som minister blev Hipkins känd som en fixare (engelska: Mr Fix-it), när han 2020 klev in som tillfällig sjukvårdsminister efter att hans företrädare David Clark brutit mot flera av Nya Zeelands strikta restriktioner under den pågående Covid-19-pandemin. Senare samma år blev han i stället minister med ansvar för Covid-19-åtgärder, och blev tack vare återkommande presskonferenser allmänt känd för nya zeeländarna.
I juni 2022 använde premiärminister Ardern återigen Chris Hipkins som problemlösare, när polisminister Poto Williams misslyckats med att hantera gängvåld och en serie grova inbrott. Hipkins fick då lämna ansvaret för Covid-19-åtgärder, och tog i stället över rollen som polisminister. Ardern framhöll Hipkins studier inom kriminologi och hans engagemang för rättvisa för ungdomar som skäl till beslutet.

### Premiärminister
När Jacinda Ardern i januari 2023 oväntat meddelade sin avgång stod det snabbt klart att Chris Hipkins var den enda kandidaten inom New Zealand Labour Party att efterträda henne. På en knapp vecka hade partiet bekräftat honom i uppdraget, varefter Ardern lämnade in sin avskedsansökan till Nya Zeelands generalguvernör. Samma dag, den 25 januari 2023, utsåg generalguvernören Hipkins till ny premiärminister.
Hipkins regering bestod av 20 kabinettsministrar, varav elva män och nio kvinnor. Fem av ministrarna var maorier medan två tillhör olika folkslag inom Stillahavsområdet (nyzeeländsk engelska: Pasifika). Hipkins utsåg också en särskild minister för Auckland, landets största stad som strax före regeringstillträdet utsatts för kraftiga översvämningar.
I oktober 2023 förlorade Hipkins parti de allmänna valen, och i november samma år avgick Hipkins som premiärminister.